# Craterul Charlevoix

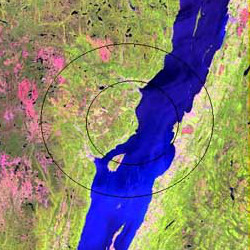
Imagine Landsat a craterului Charlevoix.

Charlevoix este un crater de impact meteoritic în Charlevoix, Quebec, Canada.

## Date generale
Doar o parte din crater este expus la suprafață iar restul se află sub apele râului Sfântul Laurențiu. Craterul original se estimează că avea 54 km în diametru și are vârsta estimată la 342 ± 15 milioane ani (Mississippian). Proiectilul a fost probabil un asteroid cu pietriș, care avea cel puțin 2 kilometri în diametru, și o greutate de aproximativ 15 miliarde de tone. Muntele des Éboulements, situat în centrul exact al craterului, este interpretat ca ridicarea centrală, o consecință a reculului elastic. Craterul este clasificat ca un bazin cu mai multe inele, cu o ridicare centrală.
Originea craterului Charlevoix a fost pentru prima realizată în 1965, după descoperirea a numeroase conuri distruse în zonă. Alte dovezi de impact includ caracteristici de deformare plane din boabe de cuarț și feldspat.
Spre deosebire de Munții Laurentini care sunt abrupți, craterul este relativ neted și plan, astfel a facilitat așezarea umană în zonă. Astăzi, 90% dintre persoanele din Charlevoix trăiesc în acest crater.